# Königs-Sonnentau
Der Königs-Sonnentau (Drosera regia) ist eine fleischfressende Pflanze aus der Gattung Sonnentau (Drosera). Die in der Natur sehr seltene Art kommt ausschließlich in einem kleinen Gebiet in Südafrika vor. 

## Beschreibung
Beim Königs-Sonnentau handelt es sich um eine der größten Arten der Gattung Sonnentau. Es ist eine aufrecht wachsende Art mit krautigem Wuchs und vielen kräftigen Adventivwurzeln, die aus einem kurzen Rhizom wachsen.
Die Blattknospen sind ungewöhnlicherweise nicht nach innen, sondern nach außen eingerollt. Die ungestielten, linealischen Blätter sind bis zu 40 Zentimeter lang und 12 Millimeter breit und verjüngen sich bis hin zur fadenförmigen Blattspitze. Sie haben eine deutlich nach unten hervorstehende Mittelrippe und sind an ihrer Oberseite wie auch am Rand vom Blattansatz an mit langen, knaufartigen Tentakeln zum Beutefang besetzt, die Blattunterseite selbst ist glatt.
Blütezeit ist Januar. Der Blütenstand ist bis zu 40 cm hoch, zylindrisch und unbehaart. Die Tragblätter sind klein und tragen einige reduzierte Tentakel. Die Blütenstiele sind bis zu 15 Millimeter lang und ebenfalls mit reduzierten Tentakeln besetzt.
Die Blüten sind für die Gattung groß. Die miteinander verwachsenen Kelchblätter sind bis zu 13 Millimeter lang, dicht mit reduzierten Tentakeln besetzt, die des Randes sind langgestielt. Die weißen oder altrosa Kronblätter sind verkehrt-eiförmig und rund 2,5 Zentimeter lang. Die Staubblätter sind 15 Millimeter lang, die Staubfäden zylindrisch, die Staubbeutel am Ansatz spießförmig, sich zur Spitze hin verjüngend. Die ungeteilten Griffel sind 13 Millimeter lang, zum oberen Ende schlank trompetenförmig, die Narbe mit Drüsenhaaren besetzt. Die länglich-runde Kapsel ist bis zu 8 Millimeter lang, die Samen sind knapp einen Millimeter lang, an der Oberfläche genetzt und spindelförmig.

## Verbreitung
Der Königs-Sonnentau ist ein Lokalendemit, er ist nur heimisch in Südafrika in einem einzigen Tal am Baineskloof-Pass der Provinz Westkap, knapp 120 Kilometer nördlich von Kapstadt. Dort findet sich die Art auf Sand- und Torfböden in niedrigem Grasland.
Die Art ist in natura extrem selten und vom Aussterben bedroht.

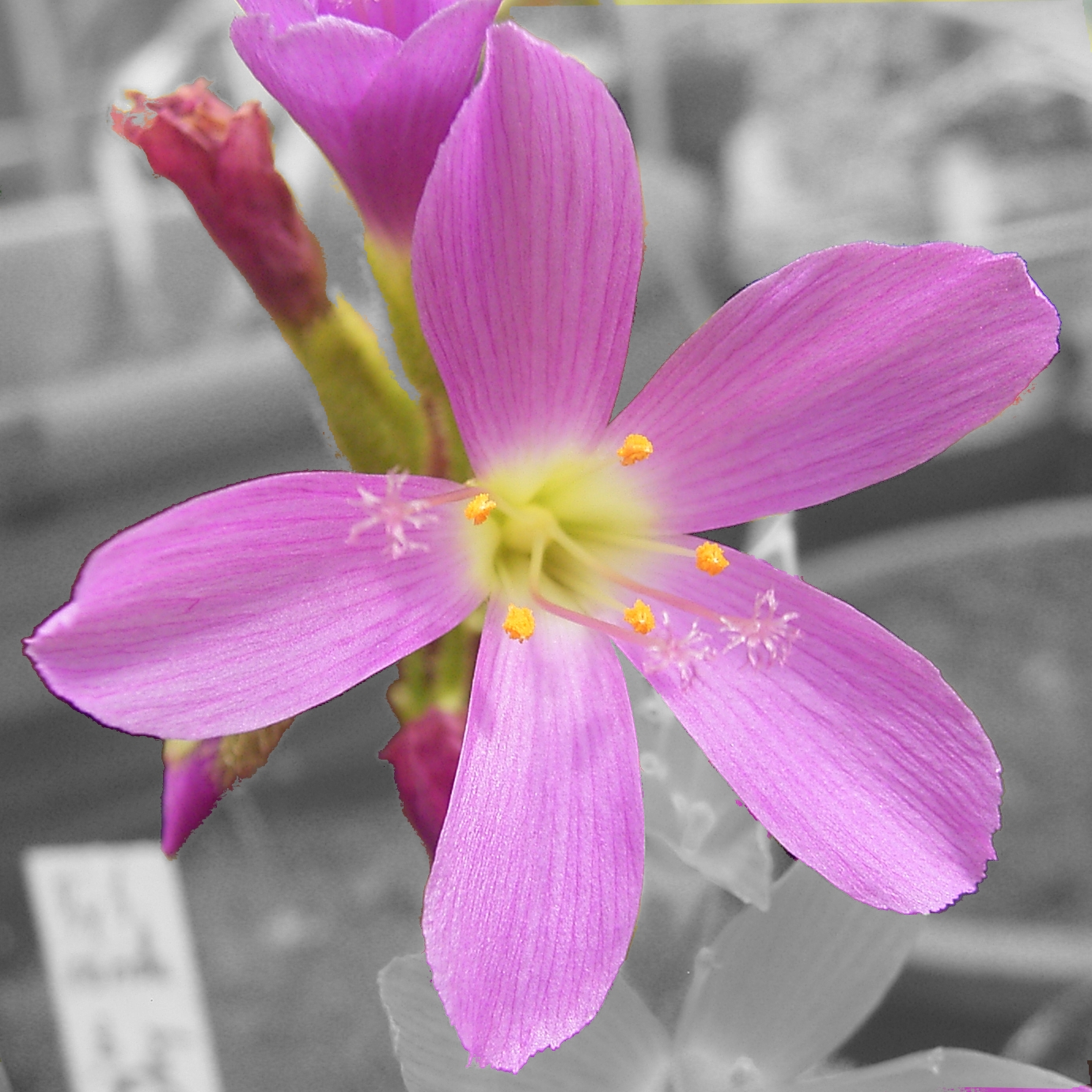
Blüte Königs-Sonnentau

## Systematik / Evolution
Der Königs-Sonnentau gilt mit seinem nächsten Verwandten, der australischen Drosera arcturi, als die basalste Sonnentauart.
Er wurde 1926 von Edith Layard Stephens erstbeschrieben. Sein Wuchs und die Pollenform, die ihn von allen anderen Arten der Gattung abhebt, hat zu seiner Einstufung in eine eigene Untergattung Regiae geführt. Chrtek und Slavikova stuften ihn 1996 sogar in eine eigene Gattung als Freatulina regia ein, dieser Ansicht wird aber gemeinhin nicht gefolgt.

## Nachweise
1. 1 2 3 4 5  Anna Amelia Obermeyer: Droseraceae. In: The Flora of Southern Africa. Band 13: Cruciferae, Capparaceae, Resedaceae, Moringaceae, Droseraceae, Roridulaceae, Podosfemaceae, Hydrostachyaceae. Botanical Research Institute – Department of Agricultural Technical Services – Republic of South Africa, Pretoria 1970, S. 187–201.
2. 1 2 3 4  Wilhelm Barthlott, Stefan Porembski, Rüdiger Seine, Inge Theisen: Karnivoren. Biologie und Kultur fleischfressender Pflanzen. Eugen Ulmer GmbH & Co., Stuttgart 2004, ISBN 3-8001-4144-2, S. 99 & 110.
3. ↑  Fernando Rivadavia, Katsuhiko Kondo, Masahiro Kato, Mitsuyasu Hasebe: Phylogeny of the sundews, Drosera (Droseraceae), based on chloroplast rbcL and nuclear 18S ribosomal DNA Sequences. In: American Journal of Botany. Bd. 90, Nr. 1, 2003, ISSN 0002-9122, S. 123–130, JSTOR:4122732.